# Анаїс Демустьє
Анаї́с Демустьє́ (фр. Anaïs Demoustier, повне ім'я — Анаї́с Од Марі́ Міше́ль Демустьє́ Дельку́р (фр. Anaïs Aude Marie Michèle Demoustier Delcourt); нар. 29 вересня 1987, Лілль, Франція) — французька акторка театру, кіно та телебачення.

## Біографія
Анаїс Демустьє народилася 29 вересня 1987 році в Ліллі, Франція. Має двох сестер і брата. З семи років почала відвідувати курси акторської майстерності, де її помітив директор з кастингу та запропонував зіграти невелику роль у фільмі «Світ Марті», режисера Дені Бардьо (фр. Denis Bardiau).
У 2002 році Анаїс пройшла кінопроби й була затверджена на одну з ролей у фільмі «Час вовків» режисера Міхаеля Ганеке з Ізабель Юппер і Беатріс Даль, що принесло їй широку популярність. У 2005 році акторка переїхала до Парижа, де поступила на факультет кіномистецтва університету Нова Сорбона, паралельно знімається в кіно і грає в театрі.
У 2007 році Анаїс Демустьє брала участь у зйомках фентезійної комедії «Чортовий мобільник», знявшись в ролі Клеменс. Наступним великим успіхом акторки став фільм «Дорослі люди» режисерки Анни Новіон, де вона знялася разом з Жаном-П'єром Дарруссеном. За роль Жанни в цьому фільмі в 2009 році Демустьє була номінована на французькі національну кінопремію «Сезар» в номінації «Багатонадійна акторка». У 2011 році вона знову номінувалася у цій самій категорії премії «Сезар» за роль у фільмі «Кохання і свіжа вода».
У 2014 році акторка знялася у фільмі Франсуа Озона — «Нова подружка», а у 2018 році зіграла роль Беранжер у драмі Робера Гедігяна «Вілла», за яку втретє була номінована на премію Сезар, як багатонадійна акторка.
За час своєї акторської кар'єри Анаїс Демустьє зіграла понад сорок ролей в кіно та на телебаченні. Продовжує грати ролі в різних театрах Франції.

## Фільмографія (вибіркова)

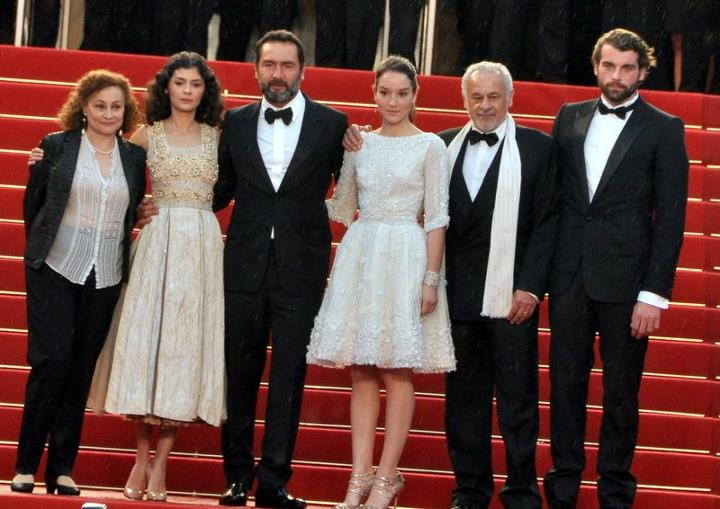
Анаїс Демустьє (по центру) зі знімальною групою фільму «Тереза Д.» на Каннському МКФ, 2012

| Рік  |    | Українська назва                | Оригінальна назва                     | Роль                |
| ---- | -- | ------------------------------- | ------------------------------------- | ------------------- |
| 1997 | с  | Кримінальна поліція             | P.J.                                  | Роксана Белліні     |
| 2000 | ф  | Світ Марті                      | Le monde de Marty                     | Дженніфер Ройєр     |
| 2002 | ф  | Час вовків                      | Le temps du loup                      | Ева Лоран           |
| 2006 | кф | Мої трусики                     | Ma culotte                            | Лідія               |
| 2006 | ф  |                                 | Barrage                               | Лідія               |
| 2006 | ф  | Наступного року                 | L'année suivante                      | Еммануель           |
| 2007 | ф  | Чортовий мобільник              | Hellphone                             | Клеменс             |
| 2007 | ф  | Немає сексу — немає грошей      | Le prix à payer                       | Жустіна Менар       |
| 2007 | с  | Репортери                       | Reporters                             | Маргана             |
| 2007 | тф | Наприкінці моєї мрії            | Au bout de mon rêve                   | Летиція             |
| 2007 | ф  | Опорні стіни                    | Les murs porteurs                     | Мелані Розенфельд   |
| 2008 | ф  | Очаровашка                      | La belle personne                     | Катрін              |
| 2008 | ф  | Дорослі люди                    | Les grandes personnes                 | Жанна               |
| 2008 | ф  | Дай мені руку                   | Donne-moi la main                     | Клементіна          |
| 2009 | с  | Загадкові вбивства Агати Крісті | Les petits meurtres d'Agatha Christie | Луїза               |
| 2009 | ф  | Будь мудрий                     | Sois sage                             | Еве                 |
| 2009 | ф  | Анджело, тиран Падуанський      | Angelo, tyran de Padoue               |                     |
| 2010 | ф  | Солодке зло                     | L'enfance du mal                      | Селін               |
| 2010 | кф | Мосьє абат                      | Monsieur l'abbé                       |                     |
| 2010 | тф | Жорж і Фаншетт                  | George et Fanchette                   | Фаншетт             |
| 2010 | ф  | Прекрасна скабка                | Belle épine                           |                     |
| 2010 | ф  | Витаючи в хмарах                | La tête ailleurs                      | Жанна, туристка     |
| 2010 | ф  | Кохання і свіжа вода            | D'amour et d'eau fraîche              | Жілі Батай          |
| 2010 | тф | Перелом                         | Fracture                              | Анна Каган          |
| 2010 | кф | Пауліна                         | Pauline                               | Пауліна             |
| 2011 | ф  | Сніги Кіліманджаро              | Les neiges du Kilimandjaro            | Фло                 |
| 2011 | ф  | Остання зима                    | L'hiver dernier                       | Жулі                |
| 2011 | ф  | Відвертості                     | Elles                                 | Шарлотта            |
| 2012 | ф  | Тереза Д.                       | Thérèse Desqueyroux                   | Анна                |
| 2012 | тф | Радість життя                   | La joie de vivre                      | Пауліна             |
| 2013 | ф  | Набережна Орсе                  | Quai d'Orsay                          | Марина              |
| 2013 | мф | Неймовірна таємниця Лулу        | Loulou, l'incroyable secret           | Скарлетт            |
| 2014 | ф  | Любовна ситуація — це непросто  | Situation amoureuse: C'est compliqué  |                     |
| 2014 | ф  | Люди і птахи                    | Bird People                           | Одрі Камузе         |
| 2014 | ф  | Круговерть                      | La ritournelle                        | Маріон              |
| 2014 | ф  | Нитка Аріани                    | Au fil d'Ariane                       | Мартіна / акторка   |
| 2014 | ф  | Нова подружка                   | Une nouvelle amie                     | Клер                |
| 2015 | ф  | Каприз                          | Caprice                               | Каприз              |
| 2015 | ф  | Давайте утрьох                  | À trois on y va                       | Мелоді              |
| 2015 | ф  | Маргарита і Жульен              | Marguerite et Julien                  | Маргарита де Равале |
| 2015 | тф | Демони                          | Démons                                | Жанна               |
| 2016 | ф  | Біди Софі                       | Les malheurs de Sophie                | мадам де Флюрвіль   |
| 2016 | мф | Дівчина без рук                 | La jeune fille sans mains             | дівчина (озвучення) |
| 2017 | ф  | Завтра і щодня                  | Demain et tous les autres jours       | Матильда доросла    |
| 2017 | ф  | Заздрісниця                     | Jalouse                               | Мелані Пік          |
| 2017 | ф  | Вілла                           | La villa                              | Беранжер            |
| 2017 | с  | Париж, і т.д                    | Paris etc                             | Матильда            |
| 2017 | ф  |                                 | Cornélius, le meunier hurlant         |                     |
| 2018 | ф  | Врятувати або загинути          | Sauver ou périr                       | Сесіль              |
| 2018 | ф  |                                 | Au poste                              |                     |
| 2018 | ф  | Двоє синів                      | Deux fils                             |                     |

## Визнання
| Нагороди та номінації Анаїс Демустьє                            | Нагороди та номінації Анаїс Демустьє     | Нагороди та номінації Анаїс Демустьє | Нагороди та номінації Анаїс Демустьє |
| Рік                                                             | Категорія                                | Фільм                                | Результат                            |
| --------------------------------------------------------------- | ---------------------------------------- | ------------------------------------ | ------------------------------------ |
| Премія «Сезар»                                                  |                                          |                                      |                                      |
| 2009                                                            | Найперспективніша акторка                | Дорослі люди                         | Перемога                             |
| 2011                                                            | Найперспективніша акторка                | Кохання і свіжа вода                 | Номінація                            |
| 2018                                                            | Найкраща акторка другого плану           | Вілла                                | Номінація                            |
| Кінофестиваль у Кабурі                                          |                                          |                                      |                                      |
| 2009                                                            | «Золотий Сван» найкращій молодій акторці | Дорослі люди                         | Перемога                             |
| 2015                                                            | «Золотий Сван» найкращій акторці         | Усе про них                          | Перемога                             |
| Берлінський міжнародний кінофестиваль                           |                                          |                                      |                                      |
| 2010                                                            | Премія Shooting Star                     | Премія Shooting Star                 | Перемога                             |
| Міжнародний кінофестиваль у Карлових Варах                      |                                          |                                      |                                      |
| 2010                                                            | Найкраща акторка                         | Солодке зло                          | Перемога                             |
|                                                                 |                                          |                                      |                                      |
| 2010                                                            | Приз Ромі Шнайдер                        | Приз Ромі Шнайдер                    | Перемога                             |
| Премія товариства драматургів і театральних композиторів (SACD) |                                          |                                      |                                      |
| 2010                                                            | Приз Сюзанни Б'янкетті                   | Приз Сюзанни Б'янкетті               | Перемога                             |
| Премія «Золота зірка кіно»                                      |                                          |                                      |                                      |
| 2011                                                            | Найкраща акторка-новачок                 | Сніги Кіліманджаро                   | Перемога                             |